# Günter Lörke
Günter Lörke (n. 23 iunie 1935, Zieleniewo⁠(d), Gmina Kołobrzeg⁠(d), Pomerania Occidentală, Polonia) este un ciclist de performanță ce a reprezentat Germania, medaliat olimpic. A participat la o ediție a Jocurilor Olimpice (1960) în care a câștigat o medalie de argint.

## Participări
Lista de mai jos prezintă principalele competiții la care a participat Günter Lörke de-a lungul carierei.
- Ciclismo ai Giochi della XVII Olimpiade - Cronometro a squadre[*]